# Stade de baseball Jamsil
Le stade de baseball Jamsil (en hangeul : 잠실 야구장) est un stade de baseball situé au cœur du Jamsil Sports Complex dans l'arrondissement de Songpa-gu à Séoul en Corée du Sud.
C'est le domicile des Doosan Bears et des LG Twins de l'Organisation coréenne de baseball. Le stade a une capacité de 30 500 places dont 26 986 sièges.

## Évènements
- Baseball aux Jeux olympiques d'été de 1988, 19 au 28 septembre 1988
- ETP Festival 2008, 15 août 2008

## Dimensions
- Champ gauche (Left Field) : 100 mètres
- Champ centre (Center Field) : 125 mètres
- Champ droit (Right Field) : 100 mètres

## Galerie

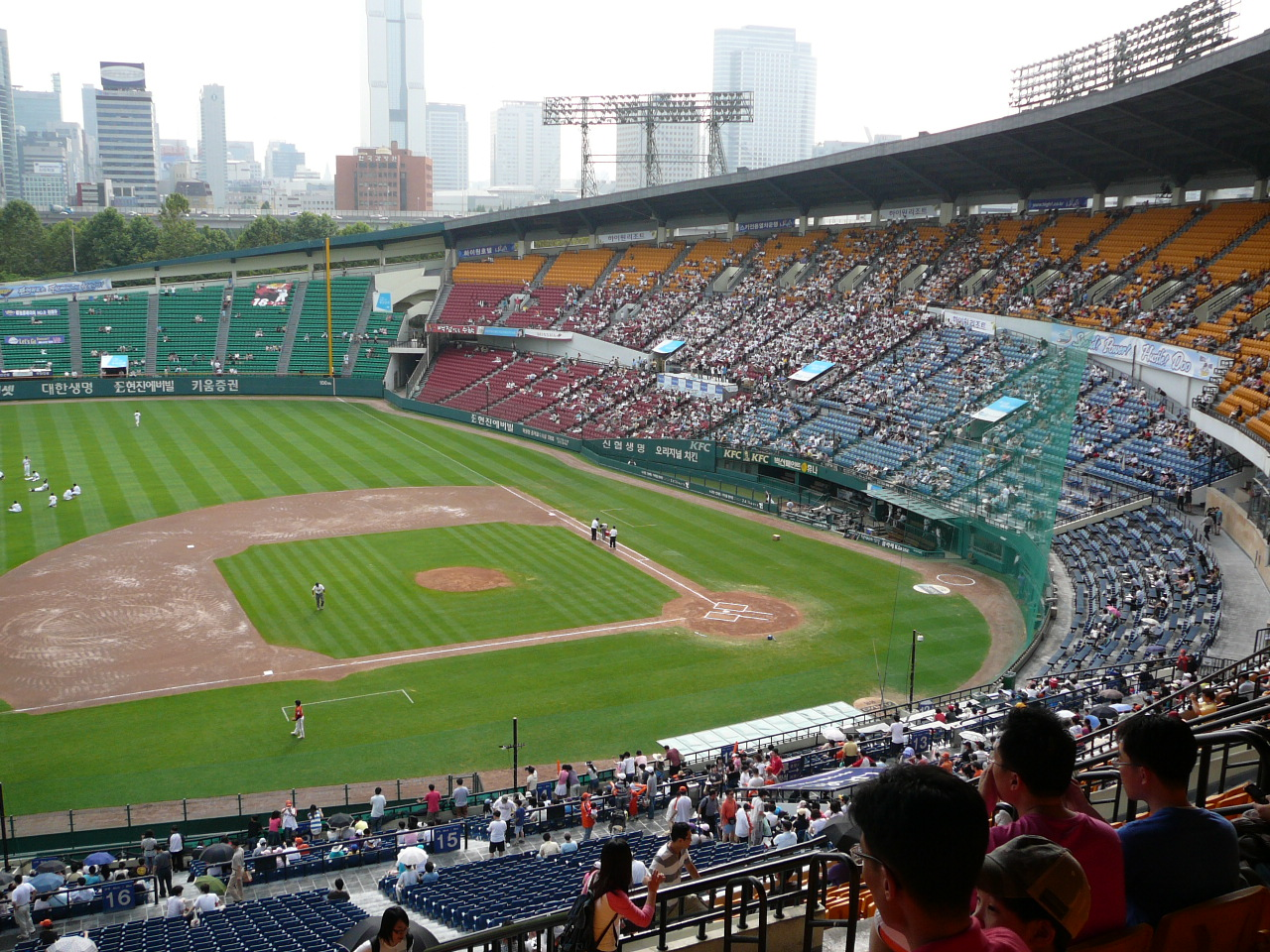
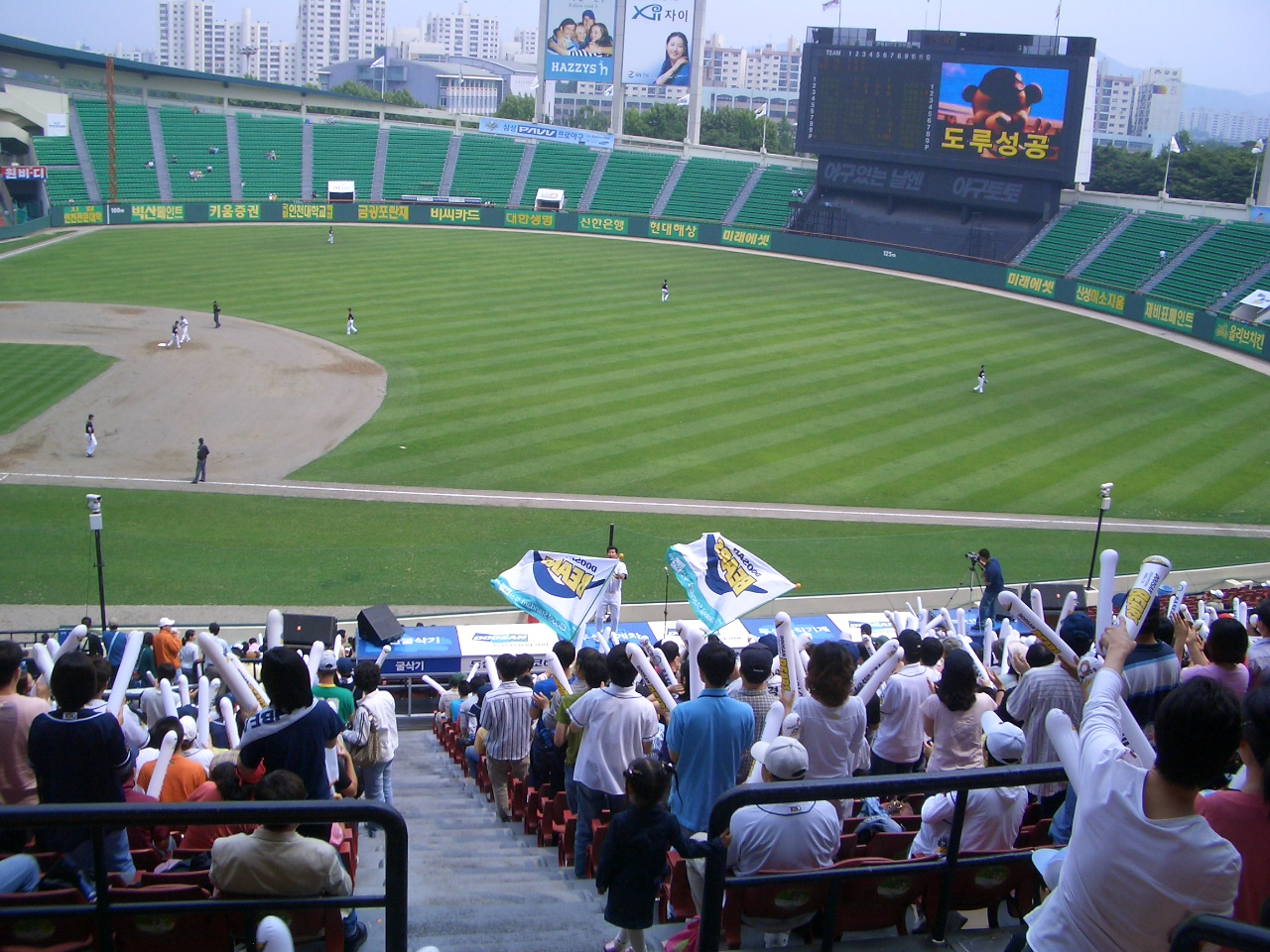
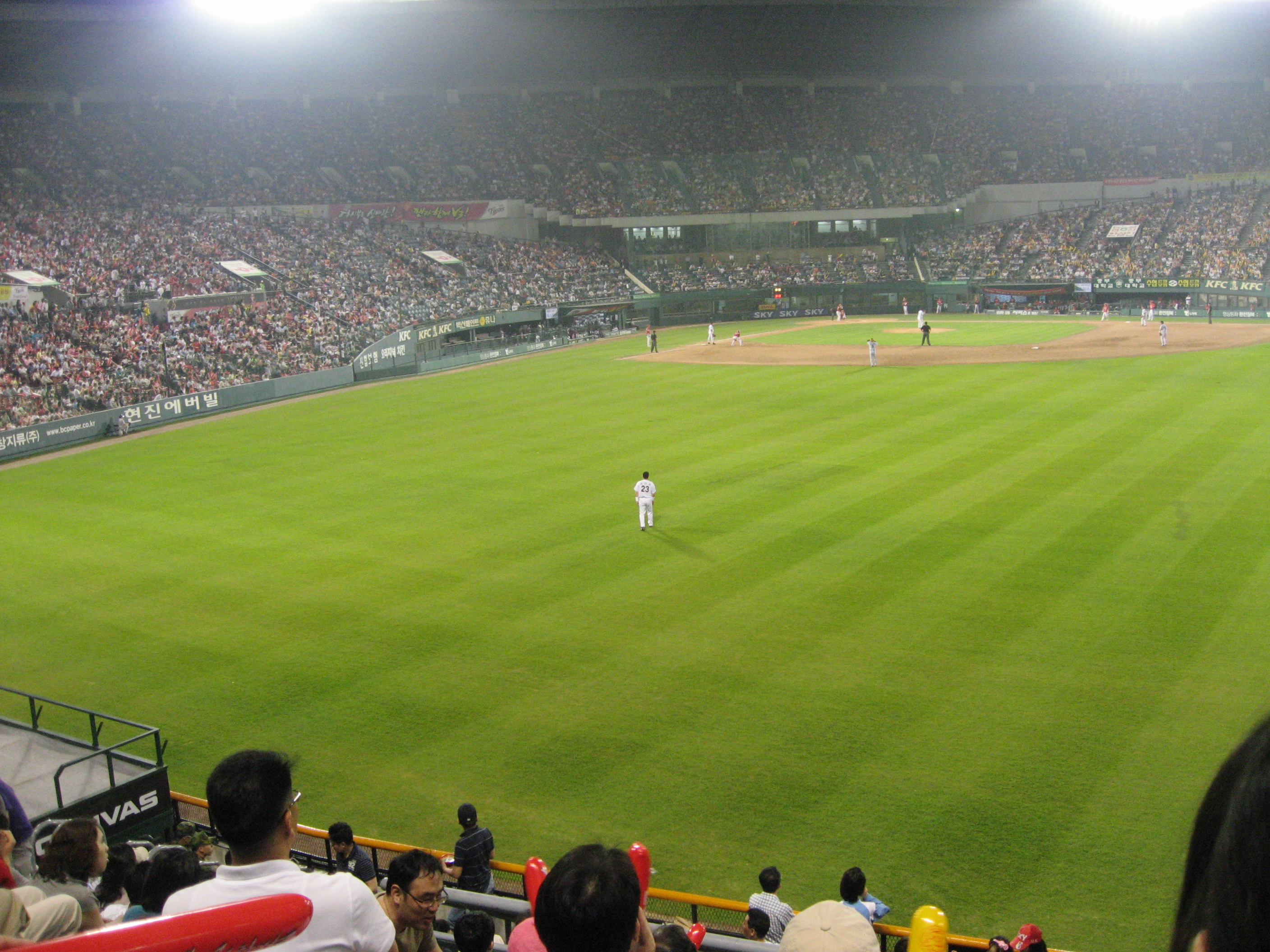